# 遊佐長教
遊佐 長教（ゆざ ながのり）は、戦国時代の武将。尾州畠山氏の家臣。河内国守護代。

## 出自
遊佐氏は出羽国飽海郡遊佐郷の発祥とみられ、藤原秀郷の末流とされる。鎌倉時代より畠山氏に仕えたと考えられ、南北朝時代には畠山国清の執事で伊豆や越前の守護代を務めた遊佐国重がいる。
永徳2年（1382年）に畠山基国が河内守護に就任すると、遊佐国長（長護）が河内守護代となり、それ以来遊佐氏は代々河内守護代を務めてきた。畠山義就と政長の対立が起きると遊佐氏も二派に分かれる。長教はその内の政長流畠山氏（尾州家）に仕えた家の出である。別流には義就流畠山氏（総州家）に仕えた家の他、能登畠山氏に仕えた遊佐氏や、陸奥で二本松畠山氏に仕えた遊佐氏がいる。

## 生涯

### 誕生
畠山尚順に仕えた河内守護代・遊佐順盛の子として生まれる。
生年については不明だが、天文5年（1536年）に初めて本願寺に音信し、天文7年（1538年）には河内にある本願寺寺院の還住について、重臣と相談した後に返事をすると本願寺に伝えている。このことから当時の長教は未熟とされる年齢と考えられ、小谷利明は大永7年（1527年）まで活動の見える遊佐順盛の晩年の子で、大永2年（1522年）生まれの三好長慶とほぼ同世代であるとしている。

### 長教と畠山氏家督
畿内では天文元年（1532年）8月頃より細川晴元と本願寺の間で対立が始まっており、長教は細川晴元に味方していた。しかし、長教の主君・畠山稙長は天文3年（1534年）1月に弟・基信を本願寺に入れるなど、旧細川晴国派と共に本願寺方として活動している。これに対し、同年8月、長教は稙長の弟・長経を擁立。高屋城に戻れなくなった稙長は紀伊に在国することとなった。長経の擁立については、義就流畠山氏の実権を握っていた木沢長政が関わったともされる。
長経は間もなく失脚し、天文5年（1536年）5月には稙長の別の弟・晴熙が擁立されている。晴熙は、翌天文6年（1537年）11月に死去する長教の妻が取り立てたといわれ（『天文日記』）、この妻は木沢長政の縁者と推測される。しかし、晴熙の家督継承は幕府から認められなかったとみられ、天文7年（1538年）7月には畠山晴満（弥九郎）が屋形として高屋城に入り、政長流畠山氏の家督を継承した。
長教が支える政長流畠山氏と木沢長政の義就流畠山氏は、天文3年（1534年）の長経擁立以降、争った様子が見えず、和睦を図っていたとみられる。天文7年（1538年）8月に晴満の家督継承が幕府に認められたことで、政長流当主の晴満と義就流の当主・畠山在氏の両者が河内の半国守護として並立する体制が成立することとなった。

### 稙長の復帰
天文10年（1541年）、木沢長政が細川晴元と対立すると、翌天文11年（1542年）3月8日、長教は木沢長政の弟・中務を婿とする斎藤山城守父子と伊地知氏を殺害し、紀伊にいる旧主・畠山稙長を迎え入れる態勢を整える。3月9日に幕府から「御敵」とされた畠山晴満は、木沢氏の城へと入った。3月17日、細川晴元の家臣である三好長慶・政長の援軍を得た長教は、河内の太平寺（大阪府柏原市）で木沢長政の軍を破り、長教の家臣・小島氏が長政を討ち取った（太平寺の戦い）。稙長が河内に復帰すると、長教は稙長の意を奉じて文書を発給する立場に戻っている。天文13年（1544年）3月13日、長教は稙長の下で従五位下河内守に補任され、同年8月25日、畠山尚順の娘と日野内光の間に生まれた稙長の姪と婚姻している。
高屋城に復帰した稙長は、天文12年（1543年）7月に挙兵した細川氏綱を支援していたが、天文14年（1545年）5月に死去した。この時、稙長の後継者が分家の能登守護家当主・畠山義総の子に定められることになったが、同年7月の義総の死により流れることになったという。この義総の子は、同年3月に「代替」（家督継承）と一字拝領への礼として幕府に太刀や馬を献上している畠山四郎（晴俊）であると考えられ、稙長存命中の家督変更は細川晴元政権の意向によるとみられる。長教や畠山氏内衆が晴元政権の干渉を退けようとしたため、四郎は高屋城に入ることができず、長教は稙長の弟の政国を畠山氏の当主として擁立した。なお、政国は晴元政権から家督相続を認められなかったため、「惣領名代」と称されている。

### 細川晴元との戦い
天文15年（1546年）8月、長教は細川氏綱を擁して挙兵した。長教らは初めに堺を攻め、9月には摂津芥川城を落城させた。10月になると、三好実休率いる阿波の軍勢が畿内に上陸し、長教が落とした摂津の諸城を攻め始める。この年の12月20日、長教は政国の名代として将軍・足利義輝（当時は義藤）の将軍宣下の儀式に参列した。これについては、細川氏綱の意向を受けて足利義晴・義輝父子との関係構築を図ったとの見方がある。
天文16年（1547年）7月、舎利寺の戦いで長教らは敗れ、翌天文17年（1548年）4月まで高屋城を包囲された後、晴元方と和睦した。その後、長教は三好長慶と同盟を結び、娘（養女か）を長慶に嫁がせる。天文18年（1549年）6月、長教は晴元方から氏綱方に転じた三好長慶と共に江口の戦いで晴元方を破り、細川晴元政権を崩壊させた。この戦いの結果、将軍・足利義輝は細川晴元と共に近江に逃れており、将軍と敵対する長教との方針の違いのためか、長教の主君・畠山政国は紀伊に遁世した。

### 死去
天文20年（1551年）5月5日、長教は高屋城内で暗殺された。下手人は『興福寺大般若経（良尊一筆経）奥書』によると京都六条道場の法師で、『長享年後畿内兵乱記』には敵に買収された時宗の僧の珠阿弥とある。この後、長教の死は100日間秘匿された（『天文日記』）。
長教の死後、遊佐氏の被官である萱振賢継と安見宗房の間で対立が生じ、三好長慶が両者の婚姻をまとめたものの、天文21年（1552年）2月に安見宗房が萱振氏らを粛清している。これに伴い、長慶は萱振賢継が擁立を図っていた長教の弟（杉坊明算）を殺害し、長教の後継者の地位には安見宗房が推す遊佐太藤が就いた。

## 主な家臣
- 走井盛秀 - 長教の筆頭年寄[53]。河内国茨田郡走井荘（大阪府枚方市走谷付近[54]）が本拠とみられる[55]。
- 田河能忠 - 3人いる年寄の次席[53]。田河氏（田川氏）は萱振氏と共に粛清された[56]。
- 吉益匡弼 - 菱木孫右衛門尉に代わり年寄末席となる[8]。萱振氏と共に没落[57]。
- 斎藤山城守 - 長教の重臣で、木沢長政と姻戚関係になる[30]。木沢長政との戦いに伴い、長教に殺害された[31][32]。
- 萱振賢継 - 河内国若江郡萱振（八尾市萱振[58]）を本拠とする[55]。長教暗殺に関与したとして、安見宗房に滅ぼされる[59]。
- 鷹山弘頼 - 大和国添下郡鷹山荘（奈良県生駒市高山町[60]）が本拠[61]。天文11年（1542年）以降に新たに長教に属した[61]。
- 安見宗房 - 鷹山弘頼と共に長教の麾下となる[61]。長教の死後、権勢を振るった[62]。

この他、河内国高安郡恩智（八尾市恩智）を本拠とする恩智氏や、和泉国出身とみられる草部氏・菱木氏・中小路氏・行松氏らが長教の内衆・被官として確認できる。